# Tô Lâm (Tam Quốc)
Tô Lâm (chữ Hán: 蘇林) là nhà văn, nhà huấn cổ cuối đời Đông Hán, đầu đời Tào Ngụy thời Tam Quốc trong lịch sử Trung Quốc.

## Tiểu sử
Lâm tự Hiếu Hữu, người huyện Ngoại Hoàng, quận Trần Lưu . Lâm học rộng biết nhiều, nắm được ý nghĩa của nhiều chỗ khó hiểu trong các văn bản xưa nay, người ta hễ gặp điểm nào nghi vấn, đều được Lâm giải thích ngay. Trong niên hiệu Kiến An nhà Đông Hán, Lâm được làm Ngũ quan tướng Văn học; quyền thần Tào Tháo rất kính trọng ông.
Trong niên hiệu Hoàng Sơ nhà Tào Ngụy, Lâm được làm Cấp sự trung lĩnh Bí thư giám, Tán kỵ thường thị, Vĩnh An vệ úy, Thái trung đại phu, còn được thăng làm Bác sĩ, phong tước An Thành đình hầu.
Lâm lấy cớ tuổi cao để xin về nhà, vẫn được triều đình thường xuyên sai người thăm hỏi, nhiều lần ban tặng quà cáp. Không rõ Lâm mất khi nào, hưởng thọ hơn 80 tuổi.
Tào Ngụy Văn đế trước tác Điển luận (典論) từng khen ngợi Lâm. Tác phẩm của Lâm ngày nay hầu hết đã thất lạc, Toàn thượng cổ Tam Đại Tần Hán Tam quốc Lục triều văn (全上古三代秦漢三國六朝文) ghi chép 2 thiên.